# Friedrich Anton von Venningen
Friedrich Anton von Venningen (* 13. Oktober 1765; † 7. Mai 1832) war Oberamtmann in Kreuznach, königlich bayrischer Kämmerer und Geheimrat, Herr zu Grombach und Intendant des Mannheimer Theaters.

## Leben
Er war ein Sohn von Carl Philipp von Venningen (1728–1797) und folgte diesem als Oberamtmann in Kreuznach. Er heiratete Maria Anna Kämmerer von Worms Freiin von Dalberg (1778–1852). Von deren Vater Wolfgang Heribert von Dalberg übernahm er 1803 die Intendanz des Mannheimer Theaters. Als Intendant pflegte er u. a. Korrespondenz  mit Carl Maria von Weber. Weil er sich an der Agitation für eine zugesagte badische Verfassung beteiligte, wurde er 1816 seines Amtes enthoben. Er verlegte danach seinen Lebensmittelpunkt nach München.
Er war Begründer der bis heute bestehenden jüngeren Grombacher Linie der Freiherren von Venningen.